# Dok ležim cijeli dan u sjeni
Dok ležim cijeli dan u sjeni je treći studijski album The Animatora iz 1987. godine. Producirao ga je Branko Bogunović Pif, a snimljen je u jesen 1987. godine u studiju "Tivoli" u Ljubljani.
S albuma se, osim naslovne izdvajaju pjesme "Bijeg", "Dvije pijane budale", te "U šume, za bregove". Kao i prethodni, album ne dostiže značajniji uspjeh.

## Popis pjesama
1. Ranjeni tigrovi
2. Ona kaže je
3. Dok ležim cijeli dan u sjeni
4. Dvije pijane budale
5. U šume, za bregove
6. Crni pas
7. Vjetrovi sa sjevera
8. Stavi me na konopac/Mali zeleni
9. Bijeg
10. Peh
11. Ti znaš gdje sam proveo noć

## Postava
The Animatori:
- Krešimir Krešo Blažević - gitara, glas
- Andro Purtić - bas-gitara
- Vatroslav Markušić Vatro - violina
- Dražen Šomek Tošo - bubnjevi
- Predrag Miljuš Prele - solo gitara

Gosti:
- Vesna Srećković - prateći glas
- Tomislav Toco Brežičević - bubnjevi
- Branko Bogunović Pif - gitara
- Davor Rodik - pedal steel gitara
- Mato Došen - klavijature
- Ratko Divjak - bubnjevi
- Zoran Predin - glas, preveo dio pjesme "Bijeg" na slovenski